# Aeropuerto de Juigalpa
El Aeropuerto Juigalpa  es un aeropuerto que sirve a la localidad de Juigalpa en Chontales, Nicaragua.